# Rui Oliveira
Pour les articles homonymes, voir Oliveira.
Alves Oliveira est un nom portugais ; le premier nom de famille (d'usage facultatif) est Alves et le second est Oliveira.
Rui Filipe Alves Oliveira (né le 5 septembre 1996 à Vila Nova de Gaia) est un coureur cycliste portugais, qui participe à des compétitions sur route et sur piste. Il est membre de l'équipe UAE Emirates.

## Biographie
Son frère jumeau Ivo est également un coureur cycliste, tout comme son frère aîné Hélder.
Fin juillet 2019, il est présélectionné pour représenter son pays aux championnats d'Europe de cyclisme sur route. Il s'adjuge à cette occasion la seizième place de la course en ligne.
En 2020, il est sélectionné pour représenter son pays aux championnats d'Europe de cyclisme sur route organisés à Plouay dans le Morbihan. Il se classe quatorzième de la course en ligne.

## Palmarès sur piste

### Jeux olympiques
- Paris 2024
  -  Champion olympique de la course à l'américaine

### Championnats du monde
- Londres 2016
  - 8e du scratch
- Apeldoorn 2018
  - 5e du scratch[5]
- Pruszków 2019
  - 5e du scratch
  - 17e de l'américaine

### Championnats du monde juniors
- Gwangmyeong 2014
  -  Médaillé de bronze du scratch juniors
  -  Médaillé de bronze de l'américaine juniors

### Coupe du monde
- 2017-2018
  - 3e de l'américaine à Minsk
- 2019-2020
  - 3e de l'omnium à Minsk

### Championnats d'Europe
| Édition / Épreuve     | Scratch | Américaine | Élimination |
| Anadia 2014 (juniors) | Bronze  |            |             |
| Anadia 2017 (espoirs) |         |            | Or          |
| Berlin 2017           |         |            | Bronze      |
| Glasgow 2018          |         |            | Argent      |
| Plovdiv 2020          |         | Argent     |             |
| Granges 2021          | Or      | Bronze     |             |
| Granges 2023          |         | 4e         | Argent      |
| Heusden-Zolder 2025   |         | Bronze     | Argent      |

### Championnats nationaux
| - 2012 - 2e du championnat du Portugal de vitesse cadets - 2013 - Champion du Portugal du scratch juniors - 3e du championnat du Portugal de vitesse juniors - 2014 - Champion du Portugal de vitesse juniors - Champion du Portugal de vitesse par équipes juniors - Champion du Portugal de poursuite par équipes juniors - 3e du championnat du Portugal de l'omnium juniors - 2016 - Champion du Portugal du keirin - 2e du championnat du Portugal de poursuite - 2e du championnat du Portugal du kilomètre - 2017 - 2e du championnat du Portugal de scratch - 3e du championnat du Portugal de l'omnium | - 2018 - Champion du Portugal de l'américaine (avec Ivo Oliveira) - 2e du championnat du Portugal de l'omnium - 2019 - Champion du Portugal de l'américaine (avec João Matias) - Champion du Portugal de l'omnium - 2020 - 2e du championnat du Portugal de l'omnium - 2023 - Champion du Portugal de l'américaine (avec Ivo Oliveira) - Champion du Portugal de l'omnium - Champion du Portugal de course à élimination - 2025 - Champion du Portugal de l'américaine (avec João Matias) - Champion du Portugal de course aux points - Champion du Portugal de course à élimination |  |

## Palmarès sur route

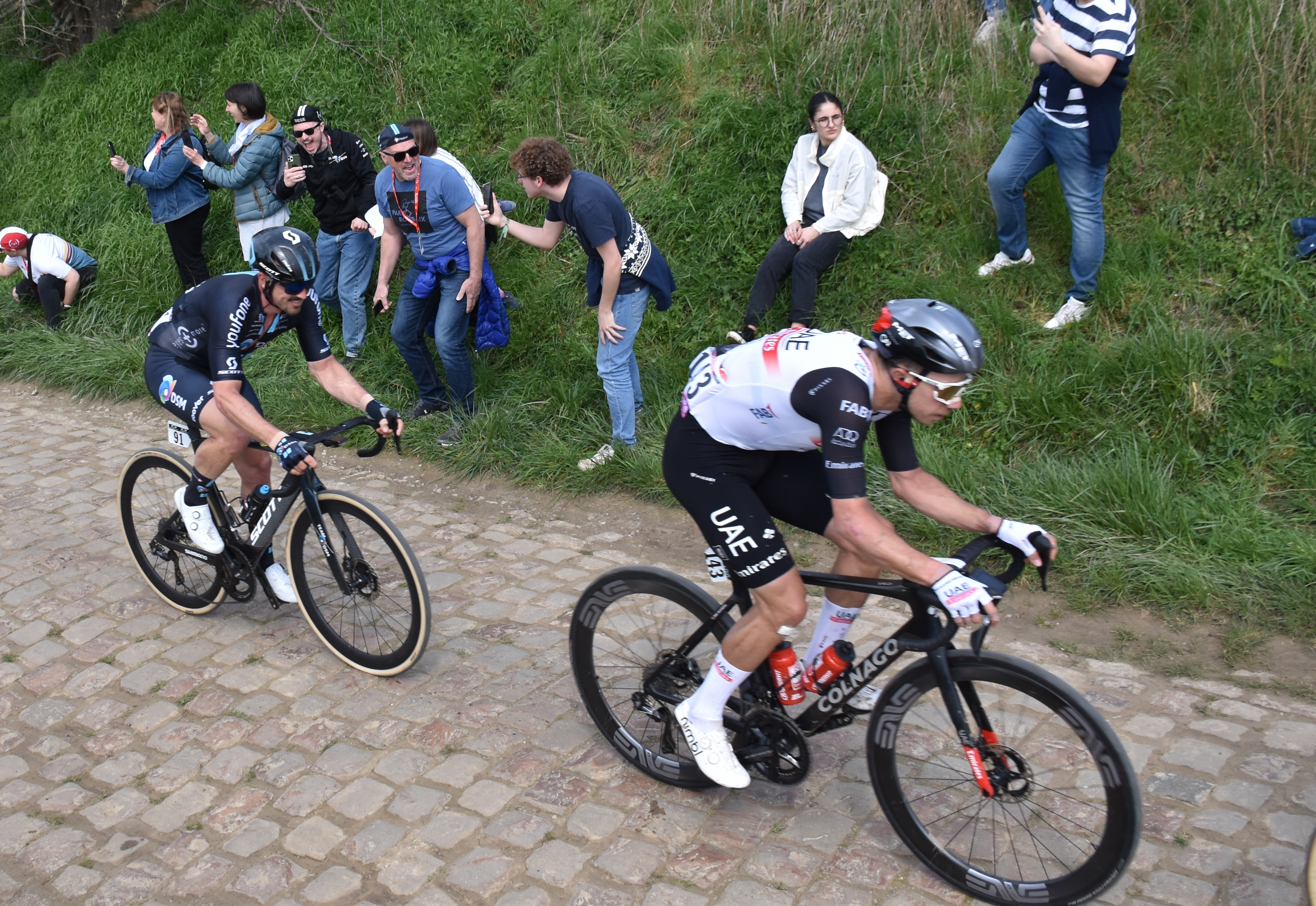
Paris-Roubaix 2023 - Secteur pavé de Quiévy à Saint-Python - N° 143 Rui Filipe Alves Oliveira.

### Par année
- 2018
  -  Champion du Portugal sur route espoirs
- 2019
  - Prova de Abertura
- 2021
  - 2e du championnat du Portugal sur route
- 2023
  - 9e du Circuit Het Nieuwsblad
- 2024
  - 3e de la Super 8 Classic

### Résultats sur les grands tours

#### Tour d'Italie
2 participations
- 2022 : 141e
- 2024 : 121e

#### Tour d'Espagne
3 participations
- 2020 : 119e
- 2021 : 74e
- 2023 : 148e

### Classements mondiaux
| Année                                 | 2016  | 2017  | 2018 | 2019 | 2020 | 2021 | 2022 | 2023 | 2024 |
| ------------------------------------- | ----- | ----- | ---- | ---- | ---- | ---- | ---- | ---- | ---- |
| Classement mondial                    | 2818e | 2145e | 426e | 990e | 879e | 392e | 480e | 300e | 271e |
| UCI Europe Tour                       | 1889e | nc    | 244e | 712e | 698e | 324e | 382e | nc   | nc   |
| UCI America Tour                      | nc    | 298e  | 368e |      |      |      |      |      |      |
|                                       |       |       |      |      |      |      |      |      |      |
| Légende : nc = non classéSource : UCI |       |       |      |      |      |      |      |      |      |